# București Mall

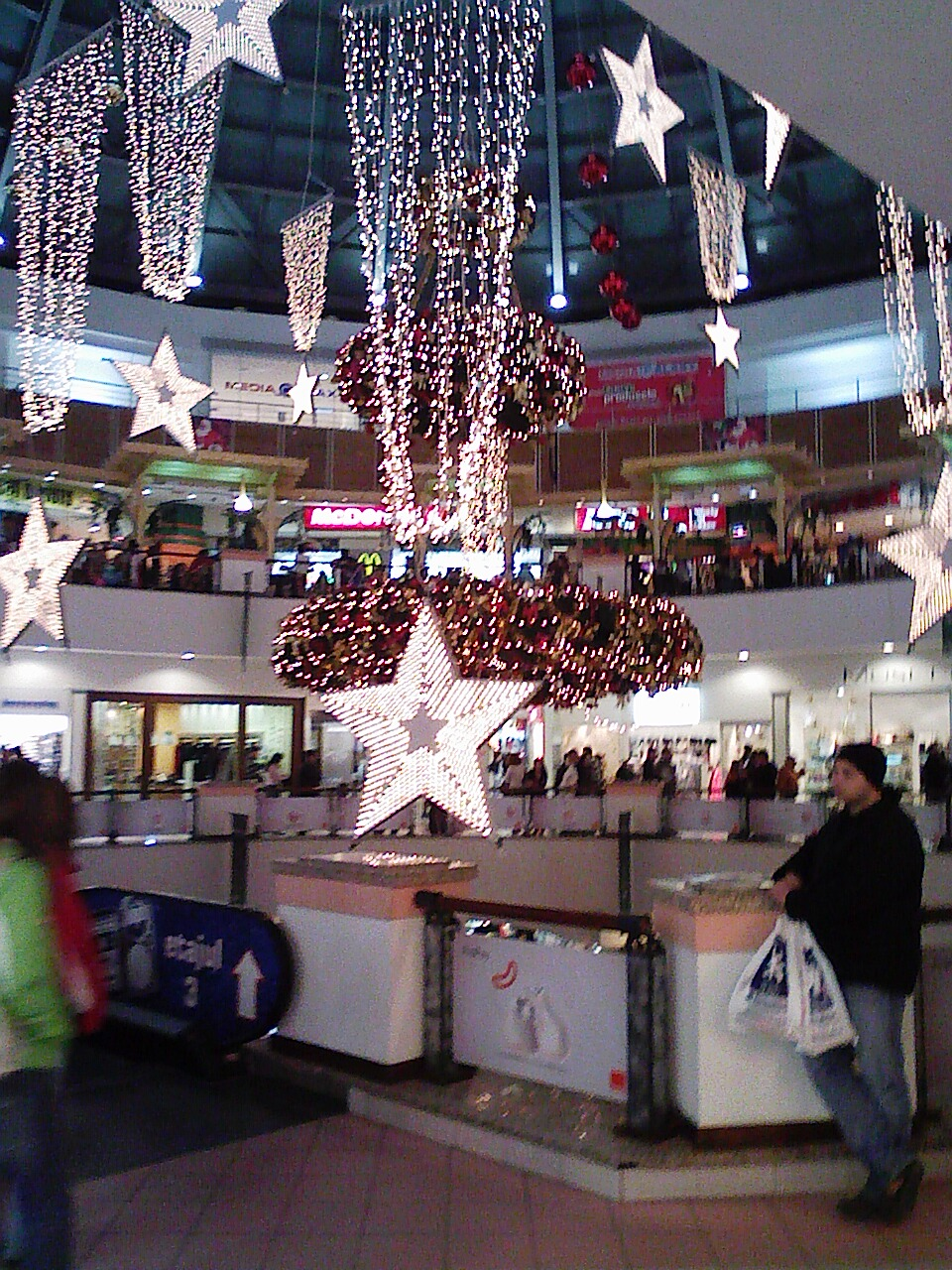
București Mall

București Mall (auch Mall Vitan) ist ein Einkaufszentrum in Bukarest in Rumänien.
Es befindet sich auf der Calea Vitan, in der Nähe der Stadtviertel Dudești und Văcărești  zirka 1 km außerhalb des historischen Zentrums von Bukarest. Das vierstöckige, 50.000 m² große Einkaufszentrum wurde im September 1999 eröffnet.
Zum Zeitpunkt seiner Fertigstellung war es das erste Einkaufszentrum in Rumänien.
Die gesamte überbaute Fläche beträgt heute rund 90.000 m² und beherbergt auf 38.000 m² Verkaufsfläche über 110 Geschäfte und eine Vielzahl von Möglichkeiten für Freizeit, Unterhaltung und Shopping unter einem Dach.
Neben einem Multiplex-Kino befindet sich in dem Gebäudekomplex auch ein Bowling-Center, Casino, mehrere Cafés und ein Restaurant mit Kunsteisbahn. Die Baukosten betrugen 57 Millionen Euro. 2003 wurde das angrenzende Parkhaus erweitert. Rund 2.000 Parkplätze stehen den Besuchern zur Verfügung.
Betreiber ist die Ancher Grup S.A. aus der Türkei.